# Convoi HX 17
Le convoi HX 17 est un convoi passant dans l'Atlantique nord, pendant la Seconde Guerre mondiale. Il part de Halifax au Canada le 22 janvier 1940 pour différents ports du Royaume-Uni et de la France. Il arrive à Liverpool le 7 février 1940.

## Composition du convoi
Ce convoi est constitué de 49 cargos :
- Royaume-Uni : 38 cargos
- France : 2 cargos
- Panama : 1 cargo
- Grèce : 5 cargos
- États-Unis : 1 cargo
- Estonie : 1 cargo
- Norvège : 1 cargo

## L'escorte
Ce convoi est escorté en début de parcours par :
- les destroyers canadiens : HMCS Restigouche et HMCS Fraser (en)
- le croiseur britannique : HMS Emerald

## Le voyage
Les deux destroyers canadiens font demi tour le 23 janvier. Le destroyer britannique reste seul pour la traversée jusqu'au 3 février. Ce même jour, il est relevé par les destroyers HMS Keith (en) et HMS Vanessa (en), HMS Vansittart (en) et HMS Warwick (en) qui reprennent l'escorte jusqu'à l'arrivée.
Le convoi arrive sans problème.